# Michèle Lesbre
Michèle Lesbre, född 25 november 1939, är en fransk författare.
Före sin författardebut 1991 arbetade Lesbre som förskollärare. Hennes tionde bok, Le canapé rouge, var med på korta listan till Goncourtpriset 2007 och belönades med Prix Pierre-Mac-Orlan och Prix Millepages. Den finns utgiven på svenska (Den röda soffan, Sekwa 2009).

### Utgivet på svenska
- 2009 – Lesbre, Michèle. Den röda soffan: roman. Översättning: Marianne Tufvesson. Helsingborg: Sekwa. Libris 11308216. ISBN 9789197726931
- 2012 – Lesbre, Michèle. Nina av en slump: roman. Översättning: Lotta Riad. Helsingborg: Sekwa. Libris 12767179. ISBN 9789186480400